# Rue Vieille-du-Temple
Ne doit pas être confondu avec Rue du Temple, Rue des Fontaines-du-Temple, Rue du Faubourg-du-Temple ou Boulevard du Temple.
La rue Vieille-du-Temple est une voie ancienne des 3e et 4e arrondissements, qui se situe en plein cœur du quartier du Marais à Paris.
La rue Vieille-du-Temple est le chemin qui menait, dès le XIIIe siècle, vers la maison du Temple et sa tour.

## Situation et accès
La rue Vieille-du-Temple, d'une longueur de 855 mètres, est située dans les 3e et 4e arrondissements, quartier des Archives, Saint-Gervais et Enfants-Rouges. Elle commence au 36, rue de Rivoli et finit au 1, rue de Bretagne.
Ce site est desservi par les stations de métro Hôtel de Ville et Filles du Calvaire.

## Historique

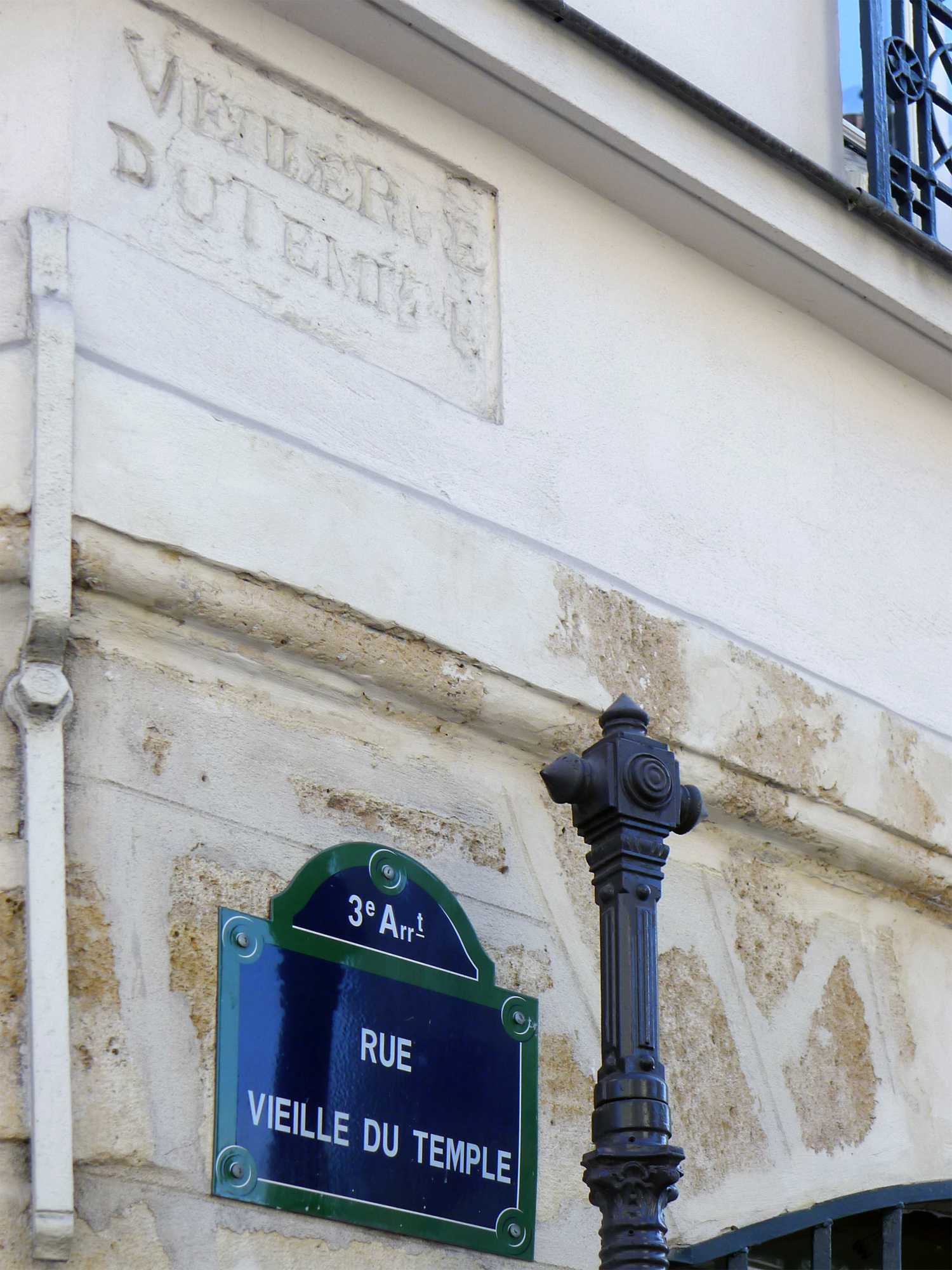
Un ancien nom « Vieille rue du Temple ».

Cette voie était en partie ouverte en 1250.
Elle est citée dans Le Dit des rues de Paris de Guillot de Paris sous la forme « rue du Temple ».
Cette voie était coupée en deux par le mur de Philippe Auguste dans lequel était percée la porte Barbette. La partie alors située en dehors de Paris fut successivement appelée « rue de la Culture-du-Temple », « rue de la Couture-du-Temple », « rue de la Clôture-du-Temple » parce qu'elle conduisait à la « culture », c'est-à-dire aux jardins et à la clôture du Temple. Sur quelques plans de Paris, cette partie est également désignée sous les noms de « rue de l'Égout » et « rue de l'Égout-du-Temple » en raison de l'égout qui y passait.
La partie intra-muros, entre la place Baudoyer et l'enceinte de Philippe Auguste, fut désignée sous les noms de « rue de la Porte-Barbette », « rue de la Poterne-Barbette », « rue Barbette » et « rue Vieille-Barbette » parce qu'elle menait à l'hôtel Barbette et à la porte Barbette, située près de la rue de Paradis.

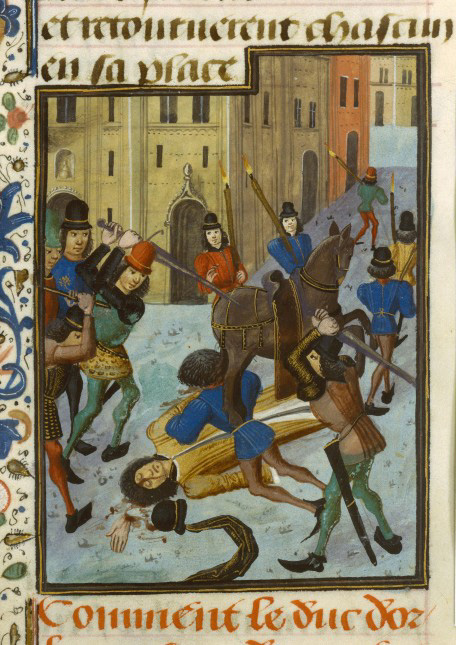
Assassinat du duc Louis Ier d'Orléans, rue Vieille-du-Temple (enluminure du Maître de la Chronique d'Angleterre, vers 1470 ?-1480 ?).

Le 23 novembre 1407, sortant de l'hôtel Barbette (naguère situé au niveau de l'actuelle rue homonyme), le duc d'Orléans fut assassiné par un groupe de tueurs dirigés par Raoul d'Anquetonville devant l'actuel hôtel Amelot de Bisseuil (situé à quelque 180 mètres de là). Cet évènement marque le début de la guerre civile entre Armagnacs et Bourguignons.
Après la construction de l'enceinte de Charles V, les deux parties, intra-muros et extra-muros, de la voie prennent sont réunies sous le nom de « Vieille-rue-du-Temple ».
Elle est citée sous le nom de « Vielle rue du Temple » dans un manuscrit de 1636 ainsi que dans la reconstitution de l'acte de décès de Louis-Charles Capet.
Une décision ministérielle du 19 germinal an VIII (9 avril 1800), signée L. Bonaparte, fixe la largeur de cette voie publique à 10 mètres. La moindre largeur de cette voie est portée à 14 mètres, en vertu d'une ordonnance royale du 23 juin 1830.
En 1882, entre les n°26 et 28, un passage fut créé lors de la démolition de l'hôtel d'Effiat, du nom de son premier propriétaire, le maréchal d'Effiat. À cette occasion, on découvrit un vase de cuivre renfermant des monnaies d'or du XIVe siècle et XVe siècle. En tout un total de 7 822 monnaies de Jean II le Bon, Charles V et quelques monnaies féodales. Ce trésor fut mis en vente et le musée Carnavalet se porta acquéreur du vase et de quelques échantillons. La voie percée, qui demeura une impasse, prit le nom de rue du Trésor.
Au XIXe siècle, la rue Vieille-du-Temple, d'une longueur de 940 mètres, commençait aux nos 15-17, rue Saint-Antoine et finissait au no 1, rue de Normandie et au no 89, rue Saint-Louis-au-Marais.
Les numéros impairs, de 1 à 35 et les numéros pairs, de 2 à 66 étaient situés dans l'ancien 7e arrondissement quartier du Marché-Saint-Jean et les numéros impairs, de 37 à 145 étaient du même arrondissement quartier du Mont-de-Piété.
Les numéros pairs, de 68 au 148 étaient situés dans l'ancien 8e arrondissement quartier du Marais.
Le dernier numéro impair, le no 147, était situé dans l'ancien 6e arrondissement quartier du Temple.
Les numéros de la rue étaient noirs. Le dernier numéro impair était le no 147 et le dernier numéro pair était le no 146.
En 1885, la rue est amputée de la partie située entre la place Baudoyer et la rue de Rivoli pour être ajoutée à la rue du Pont-Louis-Philippe.
En 2018, l'intersection avec la rue des Francs-Bourgeois prend le nom de « place Monique-Antoine », du nom d'une avocate engagée dans la défense des droits des femmes.

## Bâtiments remarquables et lieux de mémoire
- No 15 : hôtel de Vibraye[11].
- No 17 : Atelier Clot, lithographe depuis 1896.
- No 20 : entrée de l'impasse de l'Hôtel-d'Argenson.

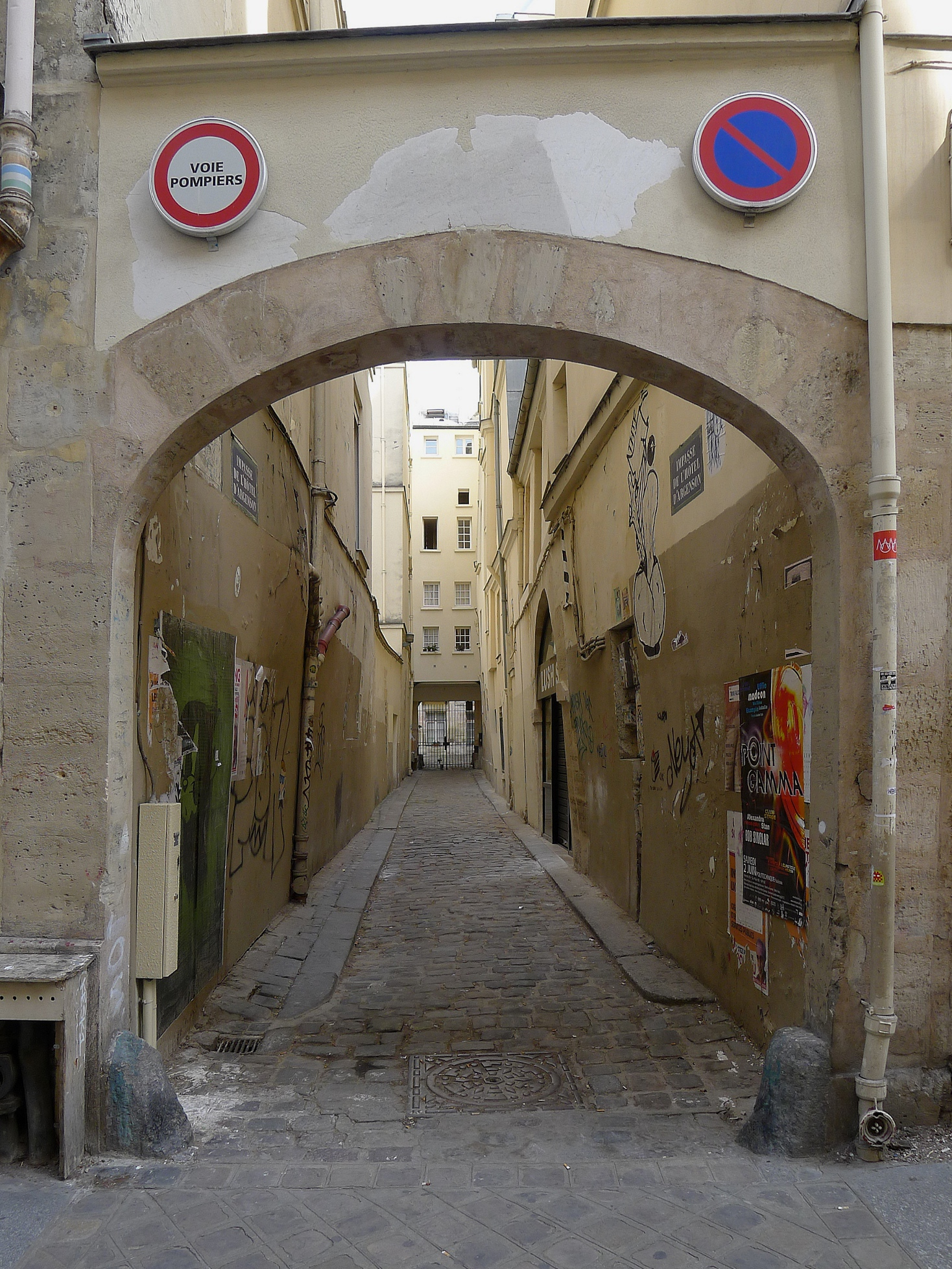
Porte d'entrée de l'impasse de l'Hôtel-d'Argenson avec ses bornes de protection (2012).

- No 23 : Éliane Thiollier, artiste peintre de l'École de Paris, y vécut.
- No 24 : le leader trotskiste Raymond Molinier y naquit le 14 janvier 1904.
- Nos 26-28 : emplacement de l'ancien hôtel d'Effiat (ou hôtel Le Peletier), démoli en 1882 pour créer la rue du Trésor. Domicile du médecin Louis René Villermé, qui y meurt en 1863.
- No 32 : domicile de l'avocat et homme politique Jacques Mathias, mort en 1820[12].
- No 34 : le MLAC y a ses locaux en 1976, ce dont témoigne une affiche célèbre dessinée par Bretécher.
- No 42 : dans le roman Langelot aux arrêts de rigueur (1984), l'un des protagonistes du roman habite au n°42.
- No 44 : maison construite en 1732 par l'architecte Louis Le Tellier.

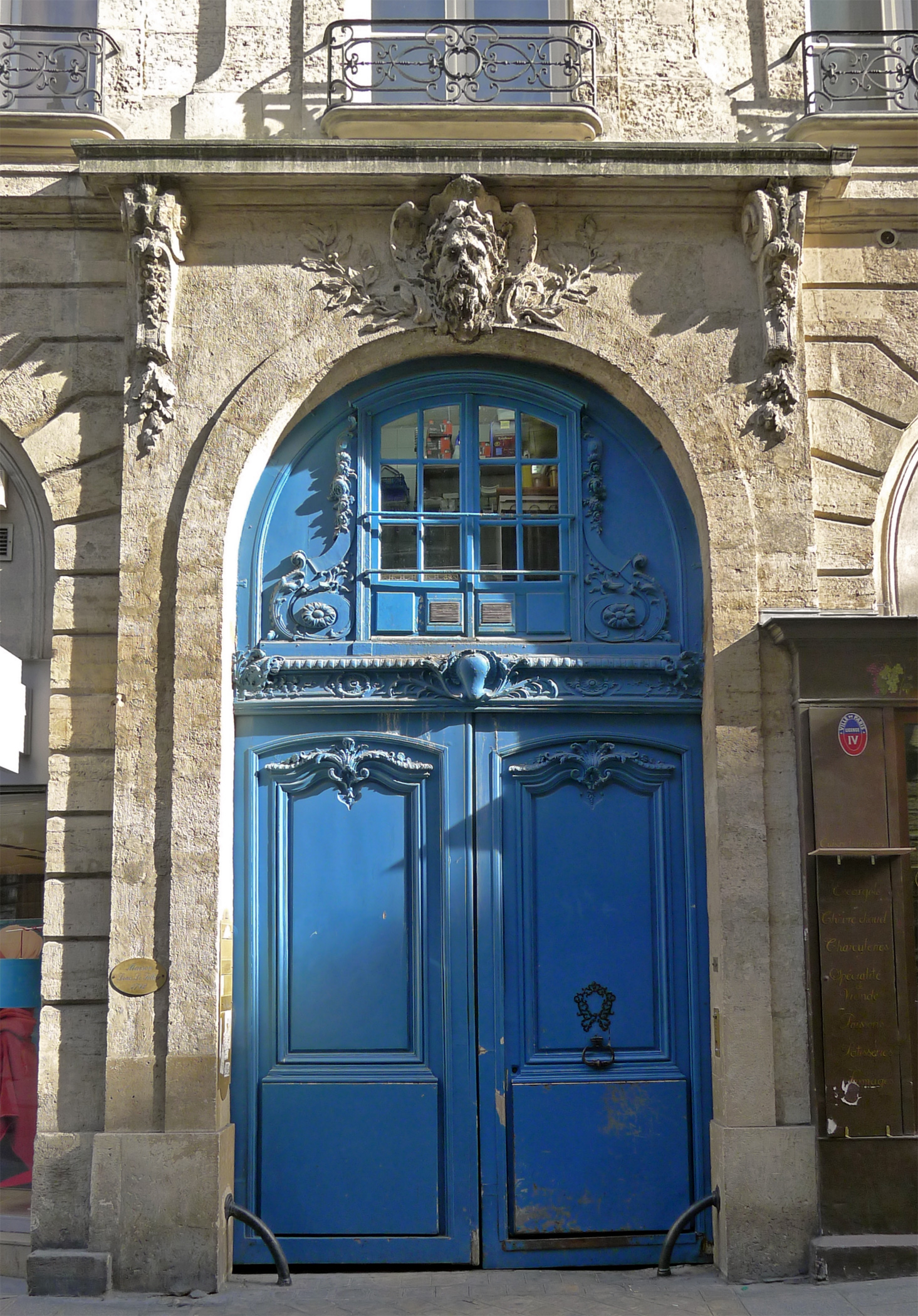
Porte du no 44.
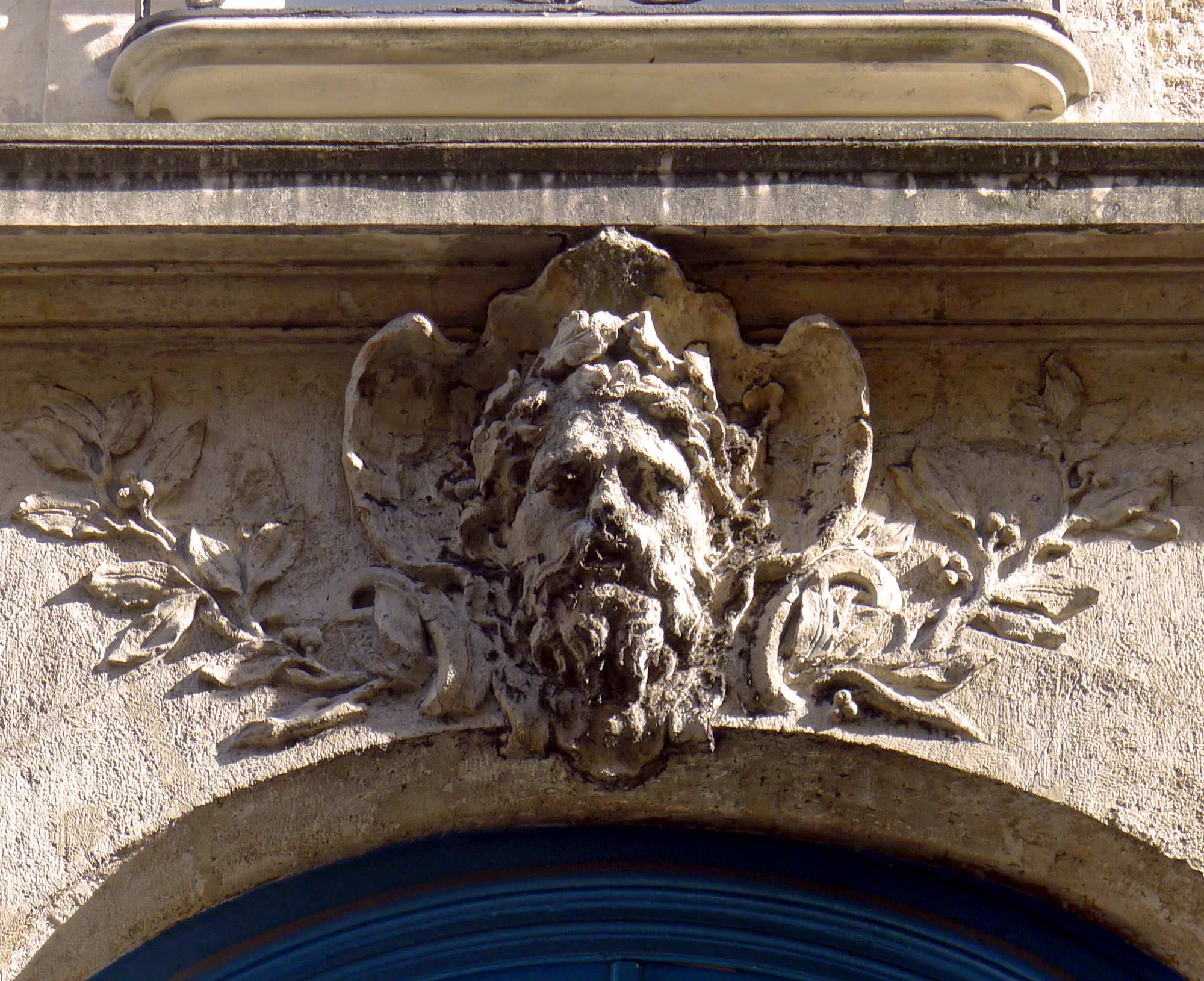
Mascaron.

- No 45 : façade construite en 1730 par Jean-François Blondel, remaniée.
- No 47 : hôtel Amelot de Bisseuil, dit « hôtel des ambassadeurs de Hollande », où vit Beaumarchais pendant quelques années.

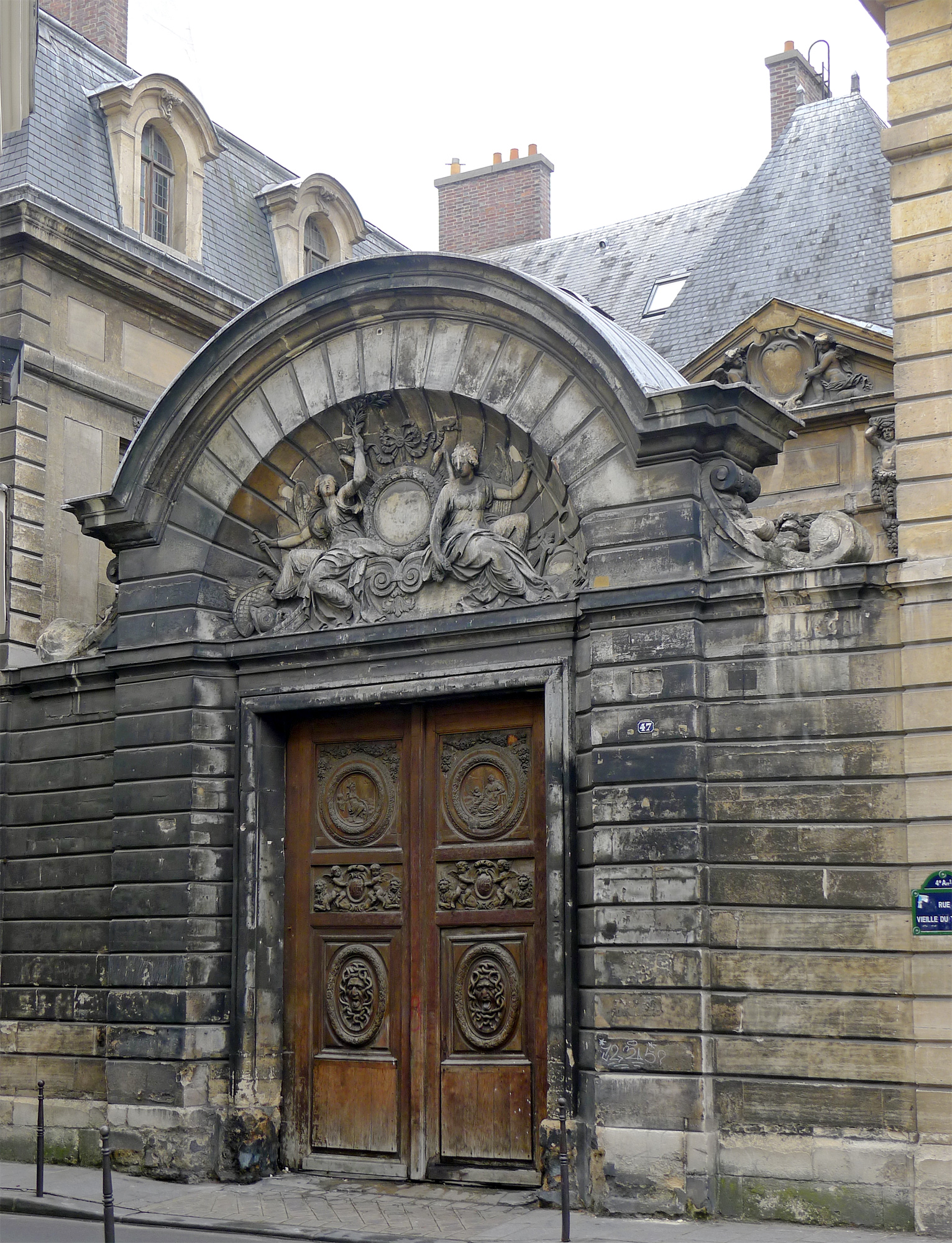
Vue générale de l'hôtel Amelot de Bisseuil.
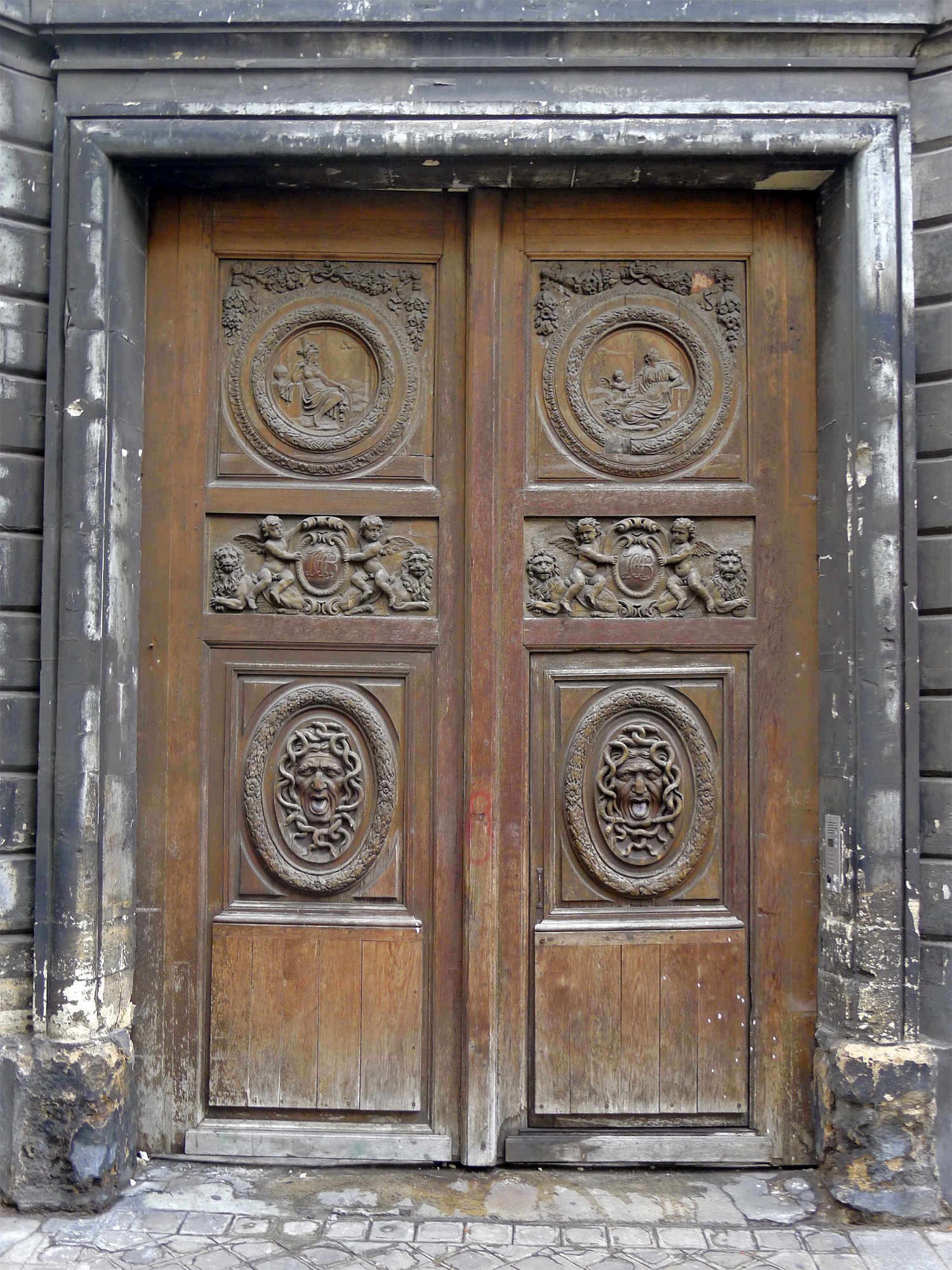
Porte cochère de l'hôtel Amelot de Bisseuil.

- Nos 46 et 48 : emplacement du couvent des Hospitalières-Saint-Gervais fermé en 1795.
- No 48 : espace des Blancs-Manteaux, anciennement « marché des Blancs-Manteaux ».
- No 50 : emplacement de l'ancien hôtel de Noirat démoli en 1939.
- No 52 : emplacement, au XVIIIe siècle du cabaret Au-Chat-qui-pâlotte, tripot puis foyer d'agitation politique sous la Révolution française et qui était fréquenté par Momoro, Tréchard et Carbon[13]
- Nos 54 à 58 : les bâtiments ont été gravement endommagés lors des bombardements de Paris, le 26 août 1944[14].
  - No 54 : Hôtel Hérouet et sa tourelle d'encorbellement[15]. Guy-Max Hiri (1928-1999), artiste peintre, y habite.

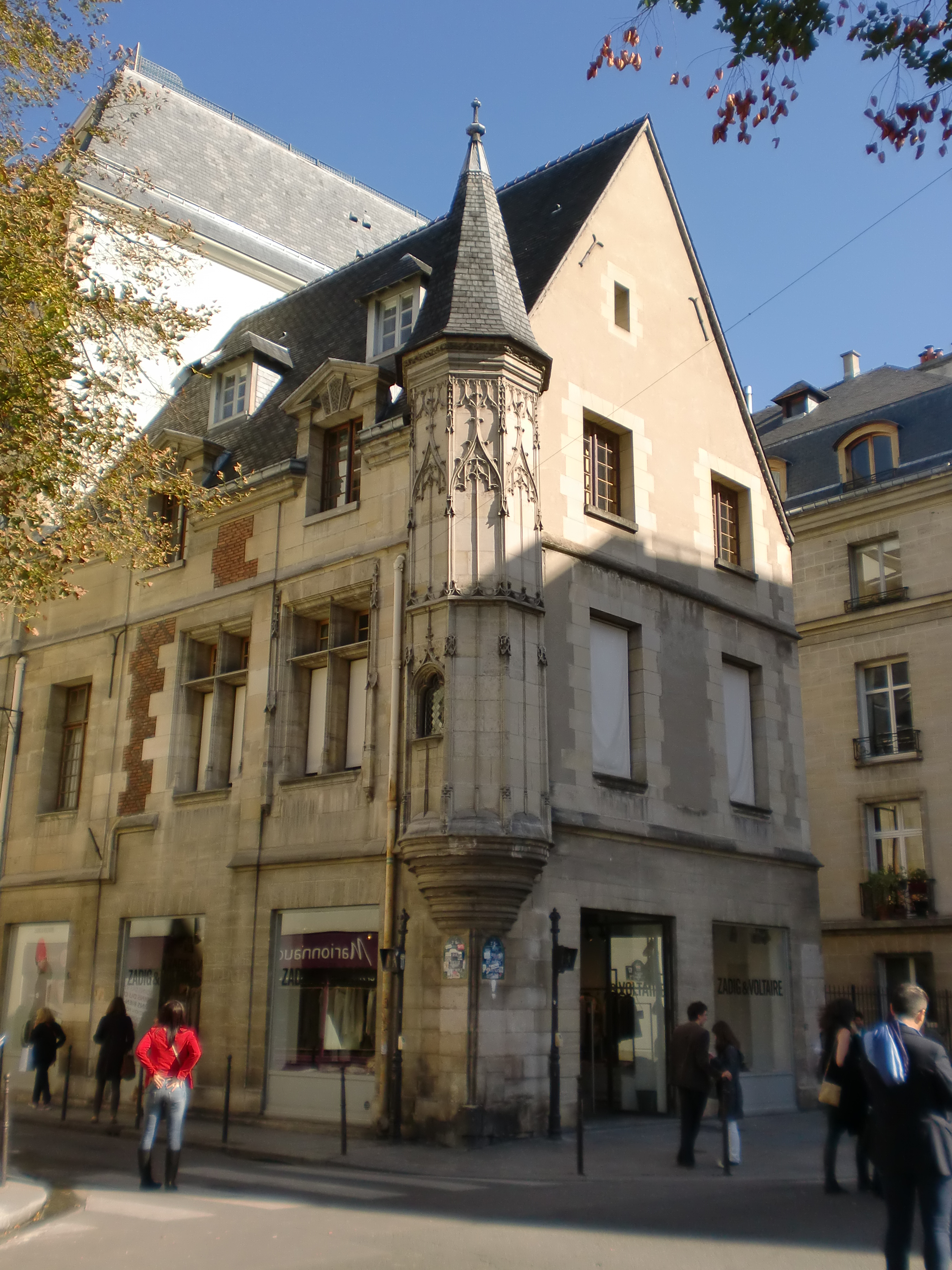
No 54.
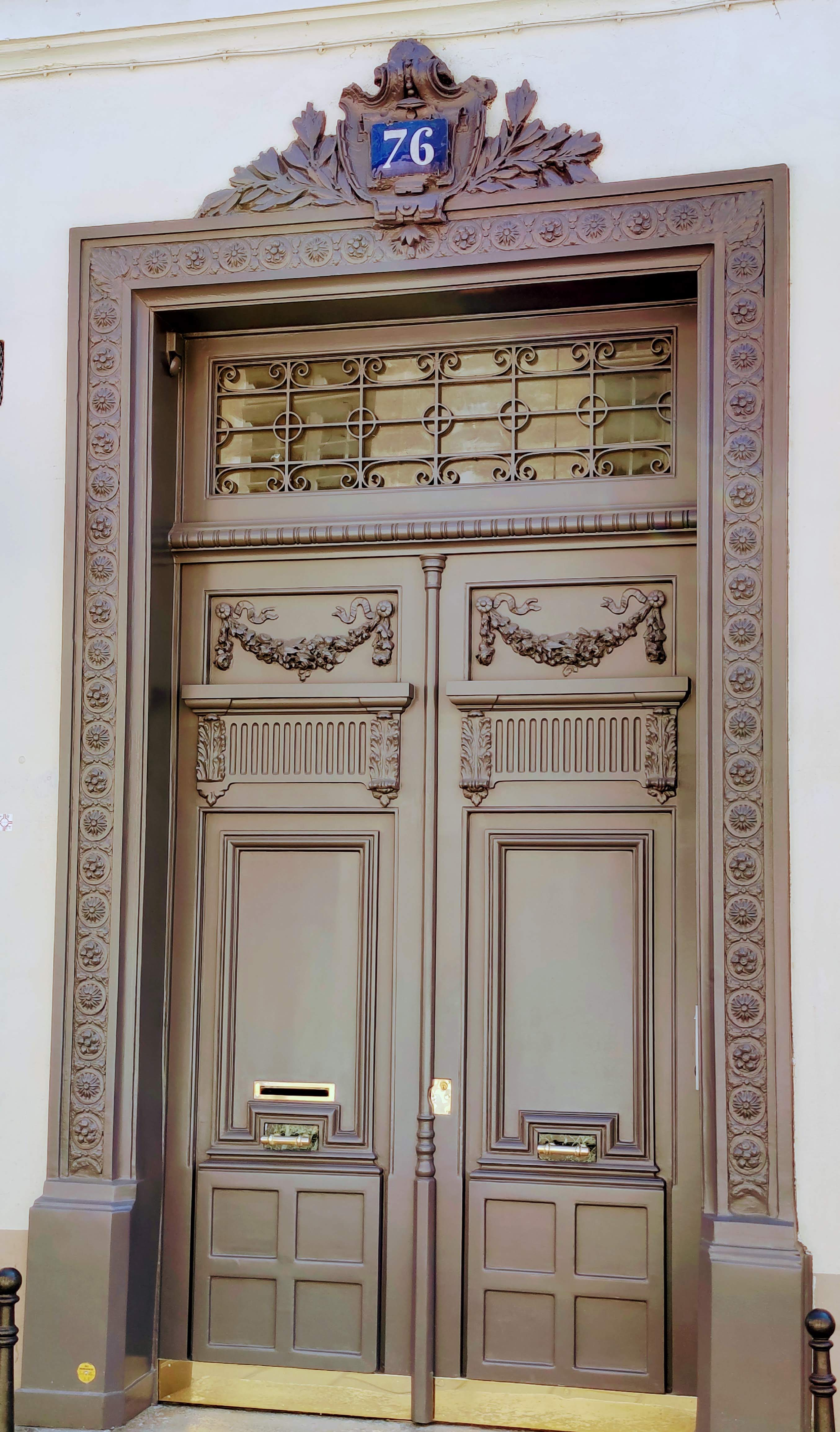
No 76 : porte.

- Au niveau de l'actuel no 61 se trouvait la poterne Barbette, percée dans l'enceinte de Philippe Auguste.
- No 75 : hôtel de la Tour du Pin, construit en 1725 par l'architecte Pierre Jacquot de Villeneuve pour Pierre-Nicolas Bertin[16],[17].
- No 87 : hôtel de Rohan (Archives nationales).
- No 90 : emplacement du jeu de paume « des Maretz », construit vers 1603, puis, à partir de 1634, du théâtre du marais . Dans ce théâtre, pour la première fois, aucun spectateur n’est assis sur la scène. Le Cid de Corneille y est créé en 1637[18].
- Nos 100 à 104 : hôtel de Lauzon[19].
- No 102 : hôtel particulier occupé par le collège Victor-Hugo.
- No 106 : hôtel Mégret de Sérilly, bâti par l'architecte Jean Thiriot en 1620-1621 pour Nicolas Malebranche, secrétaire du roi. Il est acquis en 1686 par Charles du Tillet, marquis de La Bussière, maître des requêtes. La famille du Tillet modifie l'hôtel. Il est acheté en 1776 par Antoine Jean-François Mégret de Sérilly (13 septembre 1746-10 mai 1794), maître des requêtes en 1779, trésorier général de l'extraordinaire des guerres en 1782, fils d'Antoine Mégret d'Étigny. Un boudoir remarquable y est aménagé en 1778 pour sa femme avec des lambris de Jules-Antoine Rousseau, une cheminée sculptée par Philippe-Laurent Roland et un plafond peint par Jean-Jacques Lagrenée. Ce décor se trouve maintenant au Victoria and Albert Museum à Londres[20],[21]. La créatrice de bijoux Line Vautrin y habite avec son mari, le peintre Jacques-Armand Bonnaud : ils réhabilitent les lieux et y installent leurs ateliers, leur mobilier étant signé Gilbert Poillerat, les tapisseries étant réalisées d'après des cartons de Jean Lurçat et les chenets de la cheminée étant conçus par Diego Giacometti[22].
- No 108 : ancien emplacement de l'hôtel d'Épernon construit par Jean Thiriot en 1621, détruit en 1890 et remplacé par un immeuble réalisé par l'architecte Vincent Préaud (1835-1914)[23].
- No 110 : hôtel d'Hozier, commencé en 1623 par l'architecte Jean Thiriot pour Robert Josselin, seigneur de Marigny. L'hôtel est saisi en 1644 et il est loué à divers locataires jusqu'en 1697. Il est alors acheté par André Bauyn de Bersan. En 1731 le chevalier Pierre de Bersan entreprend des travaux sur les plans de Denis Quirot, mais il doit revendre sa maison en 1735 à Louis Pierre d'Hozier. L'hôtel présente un remarquable portail sculpté par Antoine Fauquière[24],[25]. La sculptrice Sandrine Follère y a son atelier de 1996 à 2005.

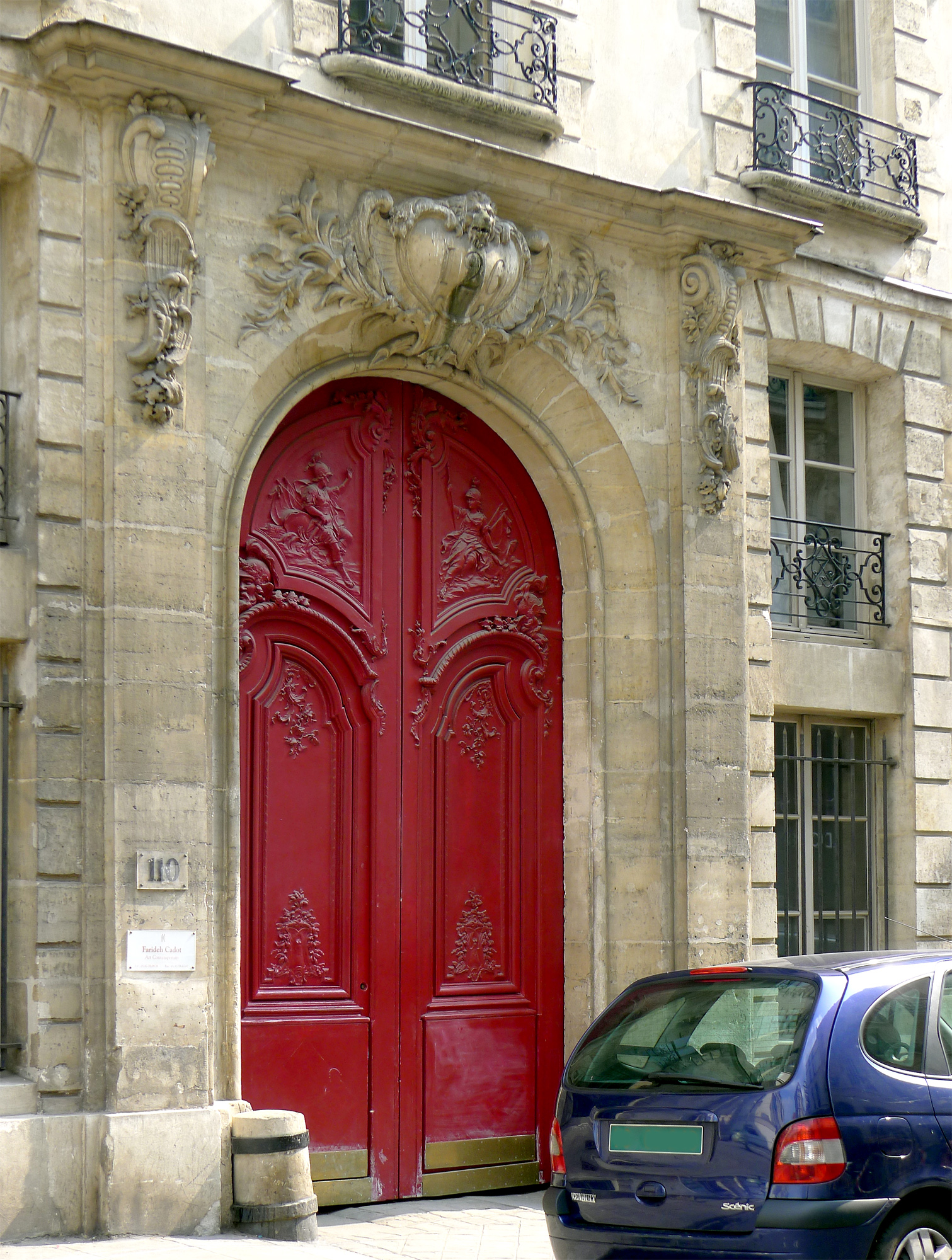
No 110, l'hôtel d'Hozier.

- No 137 : immeuble construit en 1777 par Jean-Louis Blève pour Pierre Guérard, arborant des bas-reliefs représentant les cinq sens[24]. À l'intérieur se trouve une cour avec une fontaine et un puits.

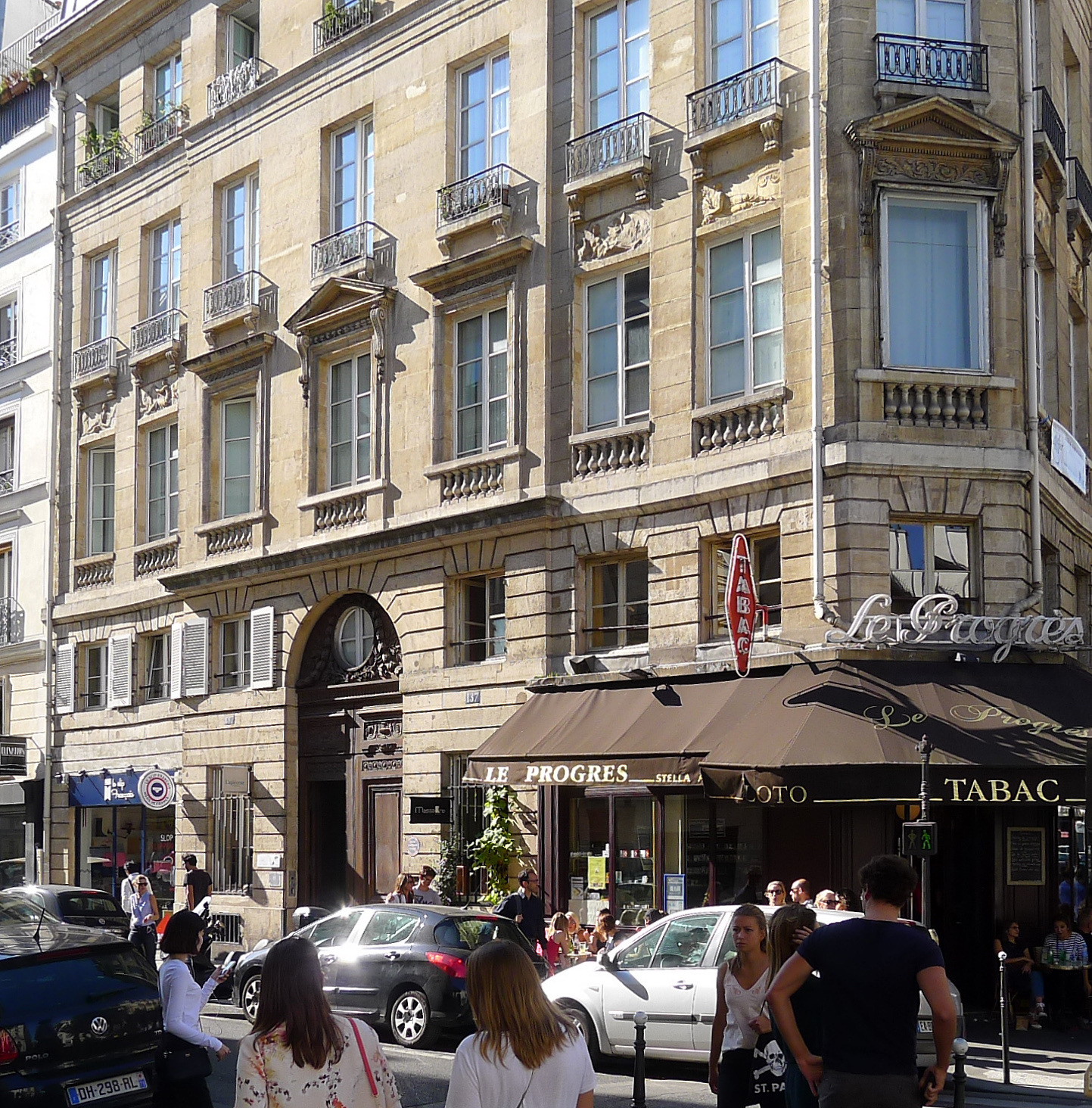
Façades.
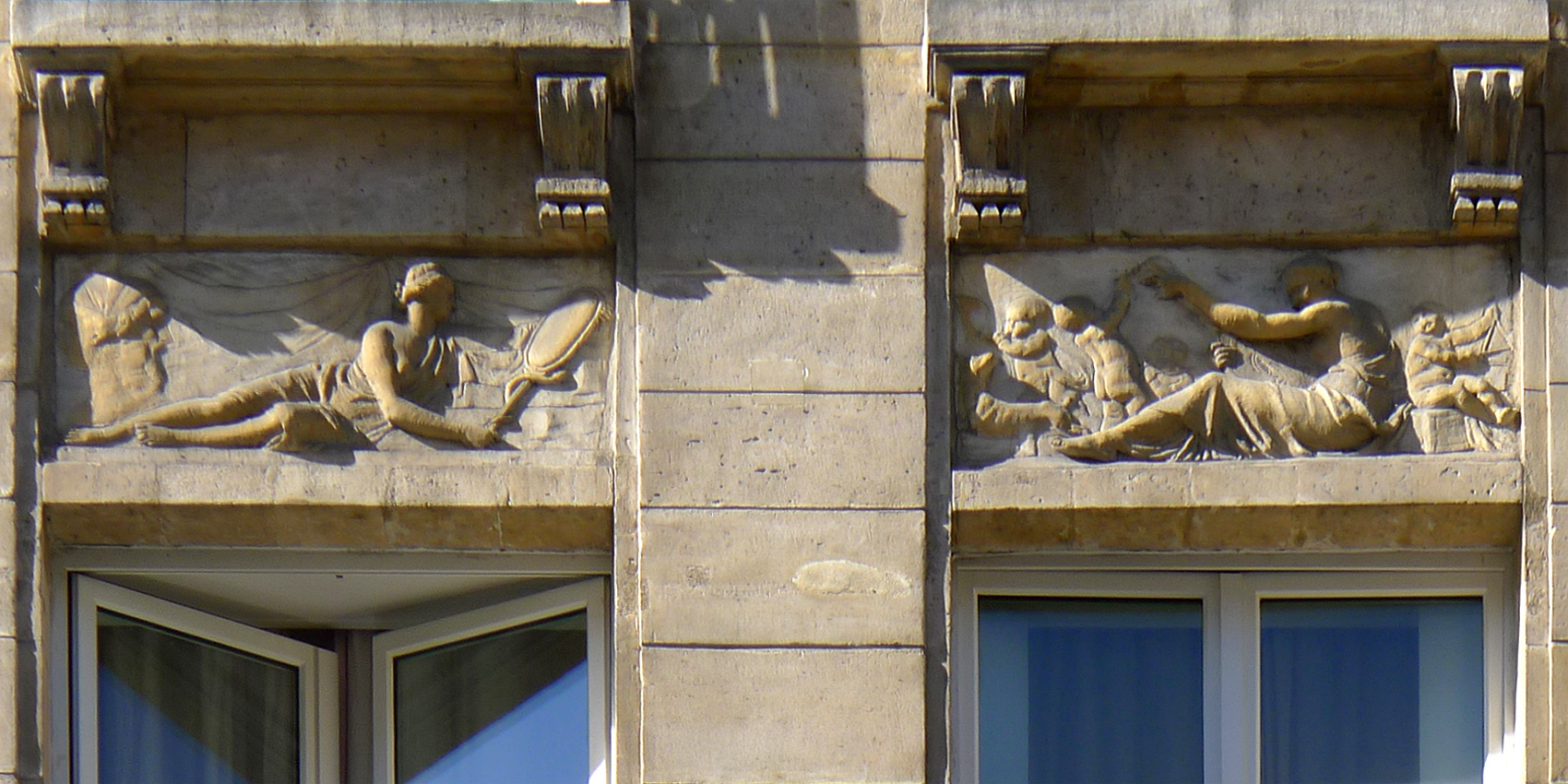
Bas-reliefs.
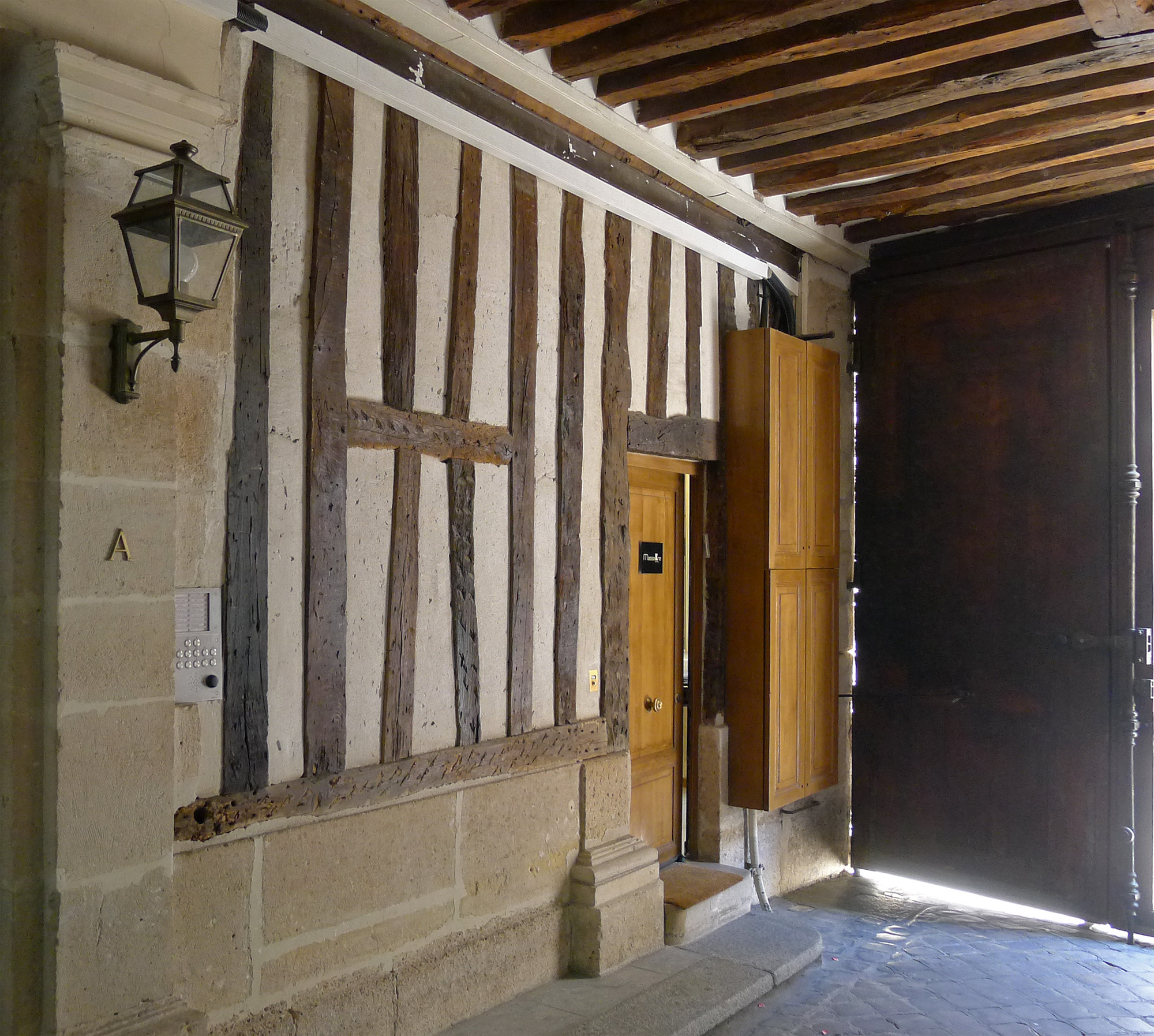
Entrée.
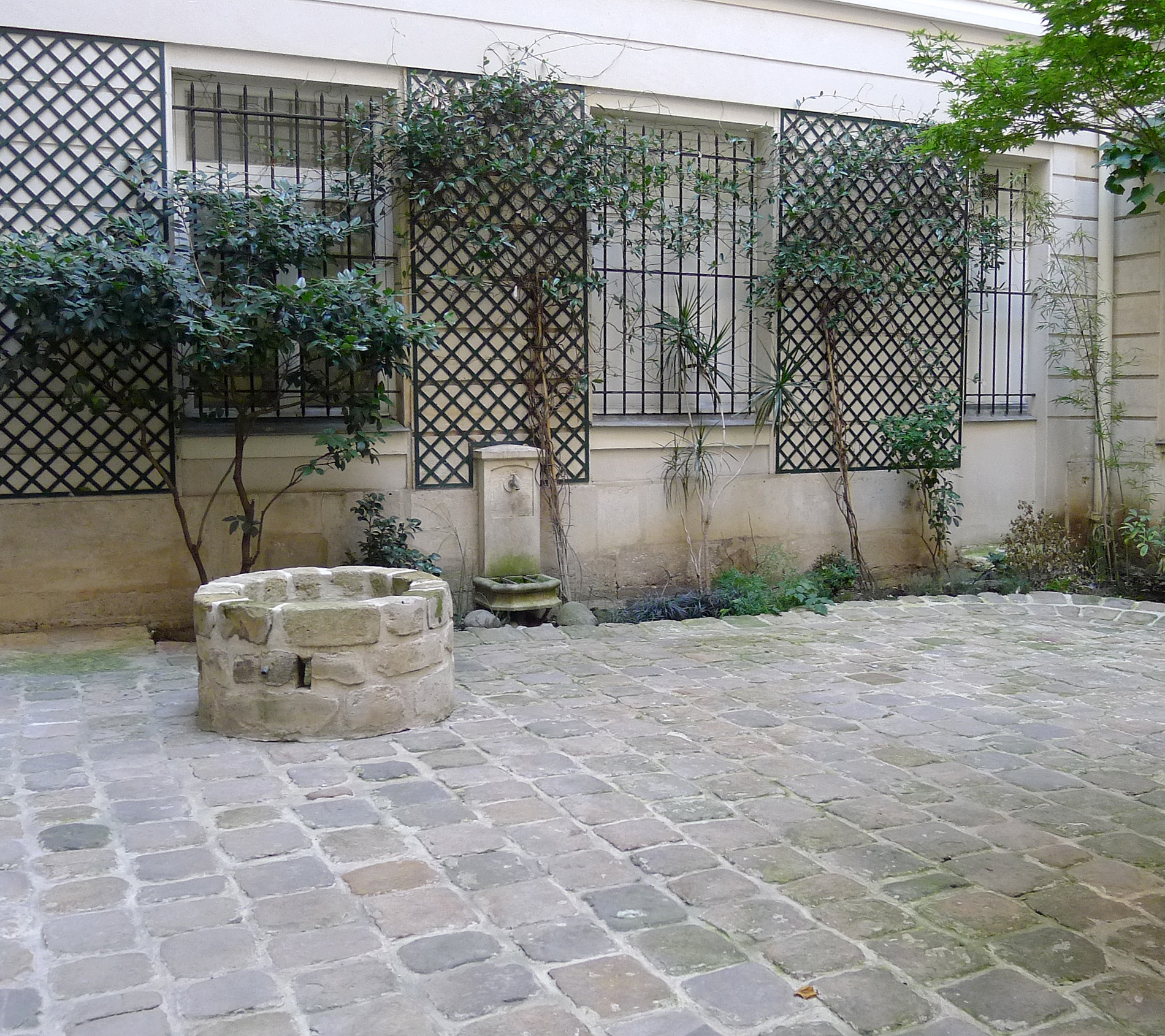
Cour avec un puits.

Jacques-Antoine Dulaure rapporte qu’au XVIe siècle, à proximité de l’égout, le lieu était voué à la prostitution. À l’endroit où la rue rejoint, aujourd’hui, la rue de Bretagne, se dressait un grand crucifix. Celui-ci étant devenu une enseigne de la débauche, Pierre de Gondi le fit retirer, le 10 mars 1580.
Dans cette rue au milieu du XVIIIe siècle se trouvait la banque Lambert, près de l'égout, et les banquiers Meschinet de Richemond et Garnault, dont une des spécialités était les traites et les remises de place en place.

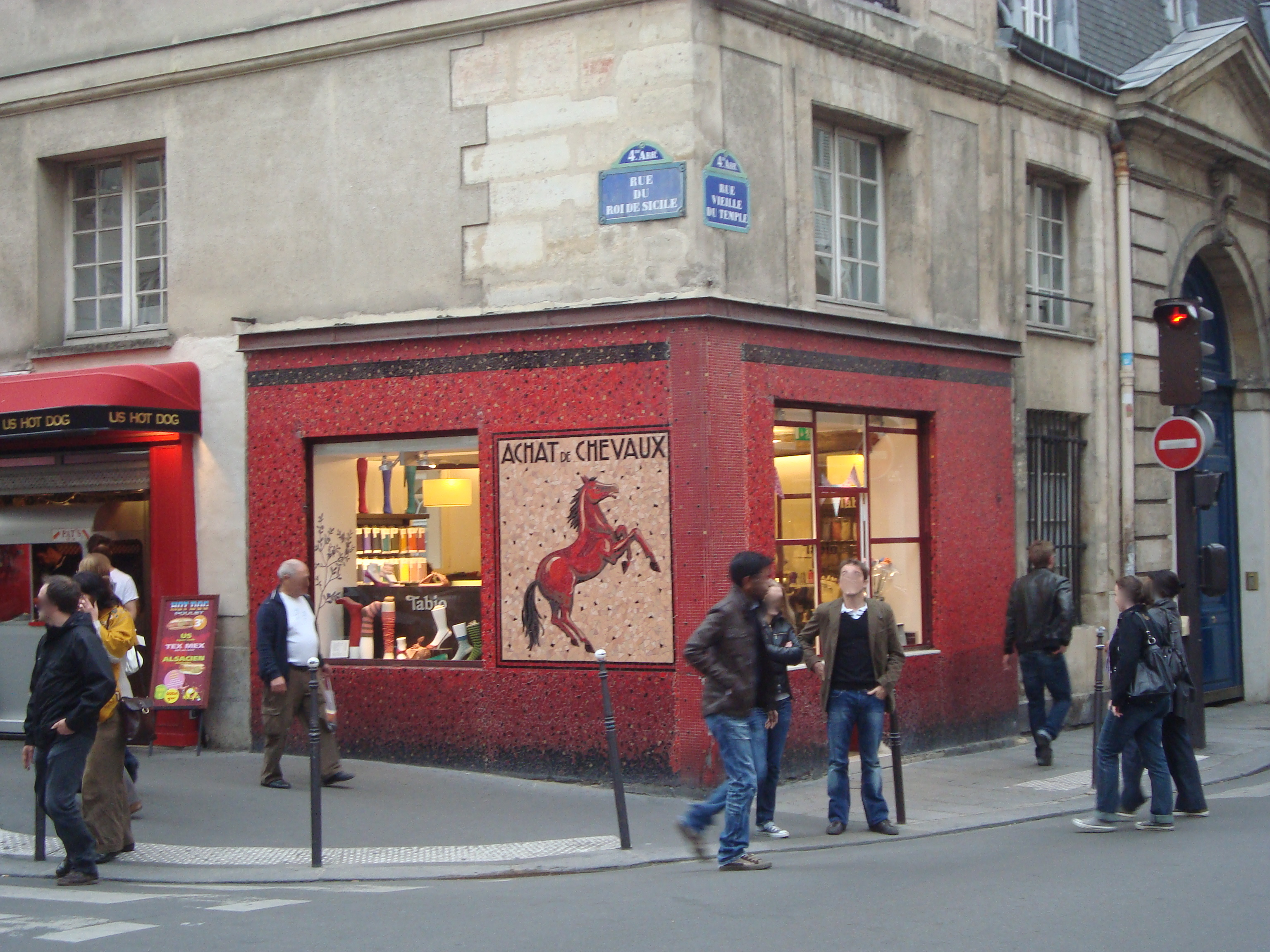
Ancienne boucherie chevaline à l'angle avec la rue du Roi-de-Sicile.
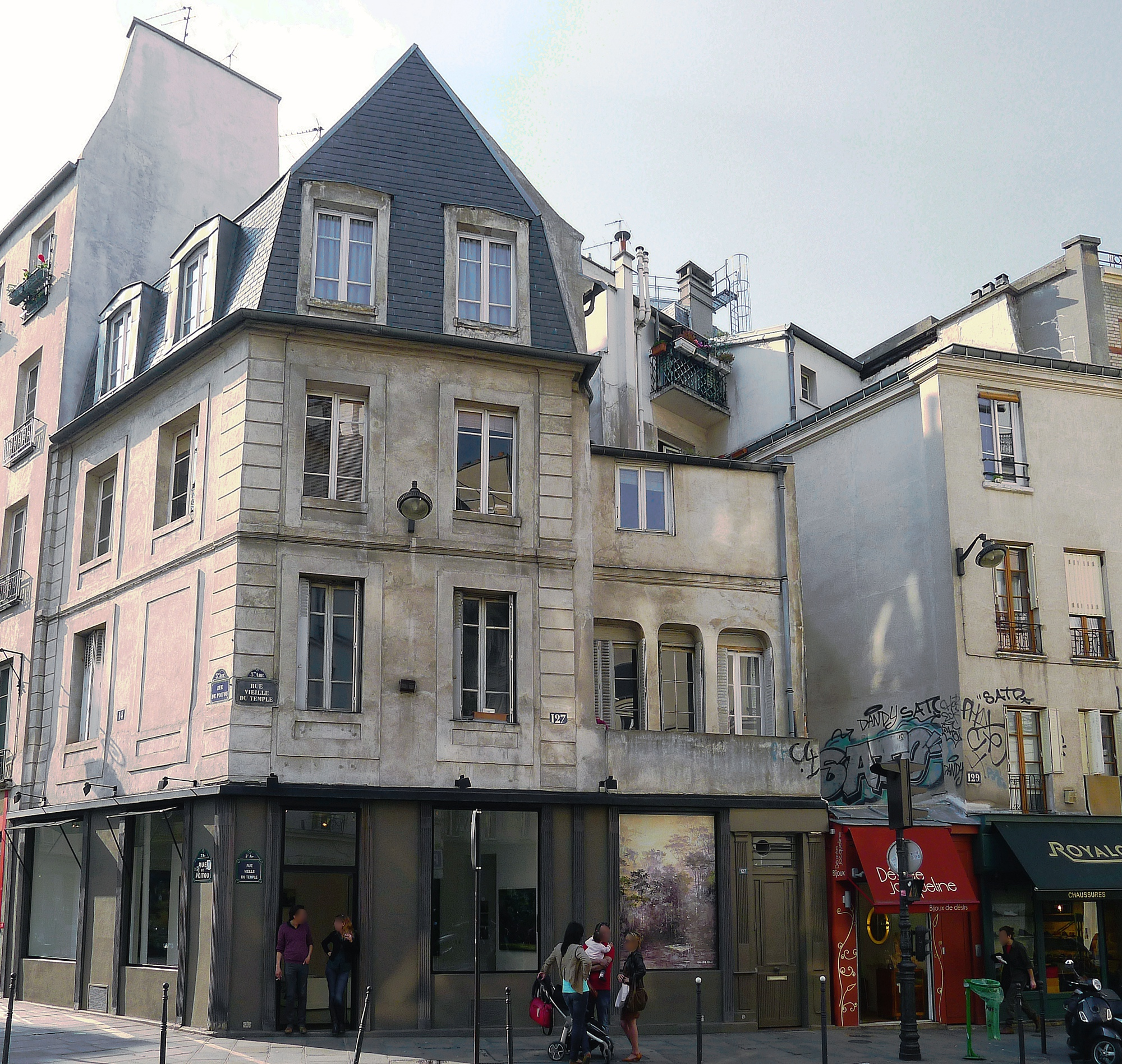
No 127, maison du XVIIe siècle.

## Dans la littérature
- Dans Une double famille d’Honoré de Balzac, c'est dans la « Vieille rue du Temple » que s'installe le juge Grandville avec son épouse. « Après quelques jours accordés aux retours de noce si fameux en province, Granville et sa femme revinrent à Paris où le jeune avocat fut appelé par sa nomination aux fonctions d'avocat général près la cour impériale de la Seine. Quand les deux époux y cherchèrent un appartement, Angélique employa l'influence que la lune de miel prête à toutes les femmes pour déterminer Granville à prendre un grand appartement situé au rez-de-chaussée d'un hôtel qui faisait le coin de la Vieille-Rue-du-Temple et de la rue Neuve-Saint-François. La principale raison de son choix fut que cette maison se trouvait à deux pas de la rue d'Orléans où il y avait une église, et voisine d'une petite chapelle, sise rue Saint-Louis[28]. »
- Dans Les Comédiens sans le savoir d'Honoré de Balzac, la tireuse de cartes, madame Fontaine, pratique rue Vieille-du-Temple[29].
- Dans le roman Langelot aux arrêts de rigueur (1984), l'un des protagonistes[30] du roman habite au n°42.